# Saint-Stanislas (Maria-Chapdelaine)
Pour les articles homonymes, voir Saint-Stanislas.
Saint-Stanislas est une municipalité du Québec (Canada), faisant partie de la municipalité régionale de comté de Maria-Chapdelaine, dans la région administrative du Saguenay–Lac-Saint-Jean. Cette municipalité est située entre Saint-Eugène-d'Argentenay et la rivière Mistassibi.

## Histoire

### Chronologie municipale
- 24 octobre 1931 : Érection de la municipalité de Saint-Stanislas.

## Géographie
La municipalité est traversée par les rivières Mistassibi, aux Rats et à la Carpe.

## Démographie
| 1991 | 1996 | 2001 | 2006 | 2011 | 2016 | 2021 |
| ---- | ---- | ---- | ---- | ---- | ---- | ---- |
| 322  | 319  | 340  | 345  | 353  | 373  | 376  |

## Administration
Les élections municipales se font en bloc pour le maire et les six conseillers.
| Saint-Stanislas Maires depuis 2001                                                                                   |                  |         |          |
| Élection | Maire            | Qualité | Résultat |
| 2001 | Marc Laprise     |         | Voir     |
| 2003 | Thérèse Lapointe |         | Voir     |
| 2005 | Thérèse Lapointe | Voir    |          |
| 2009 | Mario Biron      |         | Voir     |
| 2013 | Mario Biron      | Voir    |          |
| 2017 | Mario Biron      | Voir    |          |
| 2021 | Mario Biron      | Voir    |          |
| Élection partielle en italique Depuis 2005, les élections sont simultanées dans toutes les municipalités québécoises |                  |         |          |

## Attraits
Dans ce village, on y retrouve le lac Éden doté d'un terrain de camping ainsi que plusieurs petits lacs de chasse et de pêche. La plage du lac Éden est reconnue pour sa sécurité, du fait de sa très faible pente qui avance très loin dans l'eau.
Ce village accueille notamment le Festival du faisan la deuxième fin de semaine de septembre chaque année et le rallye annuel de motoneige la deuxième fin de semaine de février. La rivière Mistassibi est notamment exploitée par Québec Raft comme circuit de rafting qui s'est d'ailleurs vue proclamée comme étant Meilleur circuit en Amérique du Nord.

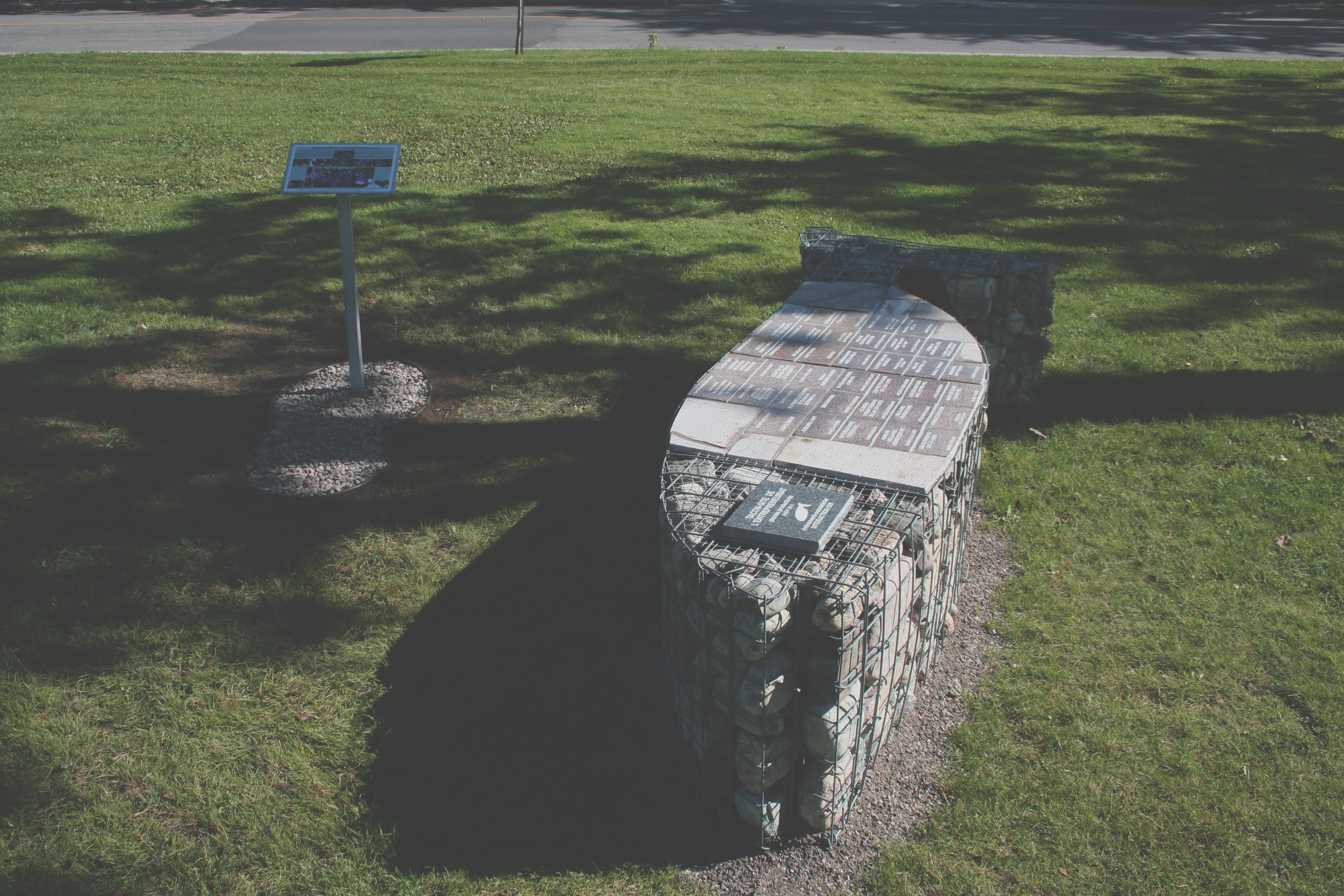
Tacon Site de l'Entrepreneuriat.

L'église du village a été réaménagée en tant que centre multifonctionnel où l'on peut retrouver un mur d'escalade, un restaurant, un comptoir alimentaire, une salle de visionnement, une maison des jeunes, une salle d'entrainement, une bibliothèque ainsi qu'un parc et une patinoire extérieure . Concernant cette église, elle est érigée  grâce aux journées de corvée des paroissiens et le 1er novembre 1931, l’Abbé Simard, premier curé de la paroisse, y célèbre la première messe. L'esprit entrepreneurial de la communauté est bien présent dans ces projets, pour cette raison la municipalité de Saint-Stanislas est dépositaire du marqueur identitaire fondé sur l'esprit d'entreprise comme moteur de développement économique régional. Le collectif d’artistes Interaction Qui a souligné ce fait en implantant le Tacon Site de l'Entrepreneuriat en 2013 dans le cadre de la Grande Marche des Tacons Sites.